# Johann Brambach
Johann Brambach (* um 1529 in Dresden; † 8. Mai 1593) war ein deutscher Mediziner und Leibarzt am Hof des Kurfürsten August von Sachsen.

## Leben und Ausbildung
Johann Brambach wurde in Dresden geboren. Im Wintersemester 1544 immatrikulierte er sich für 10 Groschen an der Universität Leipzig, wo er am 10. März 1546 den Grad eines Bakkalars erwarb. Am 2. August 1547 brach er gemeinsam mit Johannes Kentmann und Sebaldus Nebe nach Italien auf; sie erreichten Padua am 19. September desselben Jahres. Brambach kehrte, ebenso wie seine Mitreisenden, promoviert zurück.

## Beruf
Am 14. Juni 1554 wurde Brambach von Kurfürst August von Sachsen zum Leibarzt für das fürstliche Ehepaar sowie für deren Kinder Alexander (1554–1565) und Elisabeth (1552–1590) ernannt. Das Gehalt war ungewöhnlich gering und betrug lediglich 50 Florin, zahlbar in zwei Raten.
1557 beteiligte sich Brambach an der Autopsie des jüngsten Sohnes des Kurfürstenpaares, Joachim, der im Alter von etwa einem halben Jahr verstorben war. Die Anweisung hierzu erging direkt vom Kurfürsten August, der die drei Leibärzte Blasius Grünewald, Johann Neefe oder Caspar Neefe und Brambach damit beauftragte.
1567 setzte sich Brambach zusammen mit seinen Kollegen Johann Neefe und Blasius Grünewald für bessere Haftbedingungen des als Flacianer verdächtigten Wolf von Schönburg ein, der unter harten Bedingungen in Dresden gefangen gehalten wurde. Der Kurfürst jedoch lehnte jegliche Verbesserung der Haftbedingungen ab.
Am 25. März 1576 wurde Brambach abrupt mitgeteilt, dass sein Dienst beendet sei und er seine Bestallung zurückzusenden habe.
Johann Brambach verstarb am 8. Mai 1593.

## Familie
Johann Brambachs Schwiegersohn war der Jurist Hieronymus Panschmann (1540–1595), der 1572 Brambachs Tochter Magdalena heiratete.
Johann Brambach war mit Martha Spörer verheiratet, deren Eltern der Arzt Christoph Spörer aus Meißen und Anna Pflüger († 1547) waren. Marthas Schwester, Magdalena Spörer, war mit Johann Kentmann (* 1518 in Dresden; † 1574 in Torgau), Stadtarzt in St. Afra, Torgau, verheiratet. Johann und Magdalena Kentmann hatten zwei Kinder: Magdalena (* 1553–1625) und Gottlieb Kentmann (* 1552–1610). Gottlieb wurde 1578 zum Dr. med. promoviert und praktizierte in Basel, Torgau und Halle. Ihre Tochter Magdalena Kentmann heiratete in erster Ehe Franz Faber (* 1542 in Freiberg; † 1593 in Wittenberg), Professor der Medizin in Heidelberg und Wittenberg. Nach dessen Tod heiratete sie Salomon Alberti (* 1540 in Naumburg; † 1600 in Dresden), der zuvor mit Ursula Borenius verheiratet gewesen war. Ursula Borenius' Bruder, Gregor Borenius, war Dr. med. und Leibarzt in Dresden.

## Werke
Johann Brambach trug zu einer wiederholt aufgelegten Übersetzung des Buches „Occulta naturae miracula“ von Levin Lemnius bei, die von Jacob Horst herausgegeben wurde. In diesem Werk wird er neben anderen namhaften Zeitgenossen wie Christoph Leuschner, Caspar Peucer, Johann Neefe und Simon Scheibe erwähnt.